# DR-Baureihe E 21.0
Als Baureihe E 21.0 werden zwei Prototypen elektrischer Lokomotiven der Deutschen Reichsbahn bezeichnet, die im Zusammenhang mit der Erprobung verschiedener Antriebs- und Laufwerkskonzepte entwickelt wurden. Der Kleinow-Federtopfantrieb, das AEG-Kleinow-Gestell sowie die Peyinghaus-Achslagerung, mit dem diese Maschinen ausgerüstet waren, wurden bis 1945 zum Standard bei allen schnellfahrenden deutschen elektrischen Lokomotiven.
Die Lokomotiven waren bis 1966 in Betrieb und sind heute nicht mehr vorhanden.

## Entstehungsgeschichte
Im ursprünglichen Typenplan für elektrische Einheitselektrolokomotiven der Deutschen Reichsbahn waren bis 1924 eher traditionelle Lokomotiven mit Großmotoren und Stangenantrieb vorgesehen. Zu diesem Zeitpunkt lagen jedoch bei anderen Bahnen schon gute Erfahrungen mit Einzelachsantrieben bei großen Lokomotiven vor. Die DR wollte den Anschluss an diese Entwicklung halten und bestellte daher insgesamt fünf elektrische Lokomotiven mit Einzelachsantrieb, die 1927/28 ausgeliefert wurden. Alle georderten Lokomotiven verfügten über vier einzeln angetriebene Achsen in unterschiedlichen Laufwerkskonstruktionen und eine Höchstgeschwindigkeit von 110 km/h:
- die E 18 01 (später E 15 01) mit Achsfolge (1’Bo)(Bo1’),
- die E 16 101 mit Achsfolge 1’Do1’,
- die E 21 01 und 02 mit Achsfolge 2’Do1’ und
- die E 21 51 ebenfalls mit Achsfolge 2’Do1’, aber einem anderen Antrieb.

Unter diesen Probelokomotiven erwiesen sich die beiden E 21.0 in zahlreichen Betriebserprobungen als die gelungenste Bauart und wurden damit zum Vorläufer für die später in Serie mit größeren Stückzahlen gebauten Lokomotiven der Reihen E 17, E 04 und E 18.

## Technik

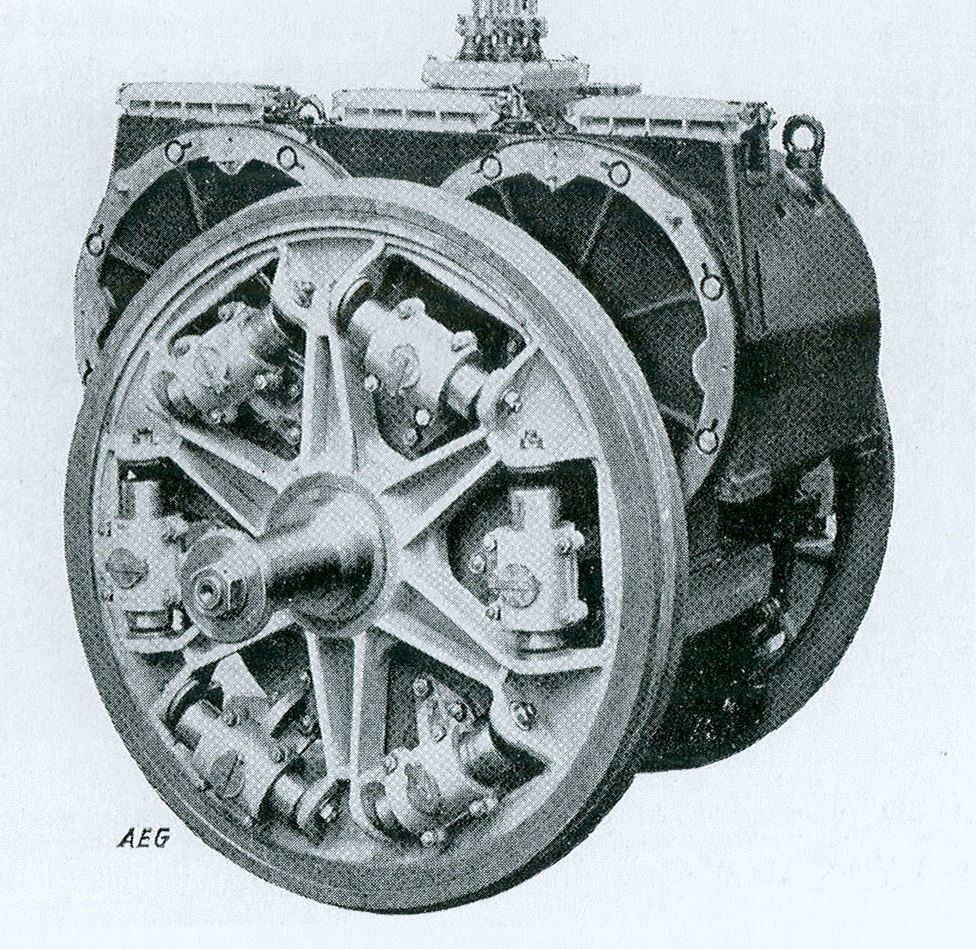
Antriebsachse der E 21.0 mit dem Kleinow-Federtopfantrieb in der Ausführung als Doppelmotoren

Die beiden Lokomotiven der Baureihe E 21.0 hatten einen asymmetrischen Aufbau. Das vordere Ende mit der senkrechten Stirnwand stützte sich auf einem zweiachsigen Drehgestell ab. Die vier Treibachsen waren im Hauptrahmen gelagert. Der hintere Führerstand besaß einen kurzen, halbhohen Vorbau. Die hintere Laufachse war bei der E 21 01 als Bisselachse ausgeführt, bei der E 21 02 war sie mit der benachbarten Treibachse zu einem AEG-Kleinow-Gestell vereinigt. Man hatte einen Federtopfantrieb gewählt, der auf dem Westinghouse-Federantrieb basierte, von Baurat Kleinow aber deutlich verbessert worden war. Er war so überzeugend, dass man ihn schon vor dem offiziellen Ende des Versuchsbetriebs für die zukünftige Baureihe E 17 vorsah und auch bei allen weiteren Serien elektrischer Schnellzuglokomotiven der DR beibehielt. Die fertige erste Lokomotive erwies sich als leistungsfähiger, als nach dem Lastenheft gefordert. Dies verlangte, einen Schnellzug von 630 Tonnen mit 95 km/h in der Ebene zu befördern. Bei Versuchen wurden diese Vorgaben stellenweise weit übertroffen; die Lokomotive beförderte Schnellzüge von 1905 t Masse in der Waagerechten mit 95 km/h oder von 1050 t mit 110 km/h. Bei 10 ‰ Steigung konnten 795 t mit 75 km/h, und bei 20 ‰ 440 t mit 65 km/h befördert werden.
Kleinere Mängel der Konstruktion waren Probleme mit der Motoraufhängung und der Achsschmierung.

## Einsatz
Schon im Herbst 1926 nahm die Deutsche Reichsbahn im Bw Leipzig West den Versuchsbetrieb mit der von der AEG gelieferten E 21 01 auf. Sie gelangte erst 1927 im Bw Hirschberg (Riesengebirge) in den regulären Betriebsdienst, wo sie bis Anfang 1945 verblieb. Noch während ihrer Erprobung wurde eine zweite, leicht überarbeitete Lokomotive bestellt und 1928 als E 21 02 in Dienst gestellt. Im Gegensatz zu den anderen Prototypen E 15 und E 16.5 zeigten sich diese Loks wesentlich effizienter.
Beide E 21 gelangten noch vor Kriegsende ins Bw Leipzig Hbf West, waren wegen kleinerer Schäden aber bis zum Ende des elektrischen Betriebes in der sowjetischen Besatzungszone im März 1946 nicht mehr im Einsatz. Danach wurden sie mit dem größten Teil der elektrischen Lokomotiven und Ausrüstungsgegenstände als Reparationsleistung in die Sowjetunion abgegeben. Sie waren für ein geplantes zu elektrifizierendes Wechselstromnetz um Karaganda vorgesehen, das mit dem deutschen Stromsystem elektrifiziert werden sollte. In den Jahren 1952/53 gab die Sowjetunion die Lokomotiven an die neugegründete DDR zurück. Besonders der Federtopfantrieb war es, der die Verantwortlichen der SŽD von Versuchen mit einer Umspurung abhielt, die mit den meisten Exemplaren der Baureihen E 44 und E 94 durchgeführt wurden.
Beide Lokomotiven wurden nach ihrer Rückkehr und folgender längerer Abstellzeit im Juni 1959 beziehungsweise April 1960 aufgearbeitet und im Bw Leipzig Hbf West beheimatet, jedoch aufgrund diverser Probleme kaum eingesetzt. Besonders der Winterbetrieb veranlasste ständig Störungen bei dem Trockentransformator und der Isolation der Fahrmotoren.
Als Mitte der 1960er Jahre genügend Neubaulokomotiven der Baureihen E 11 und E 42 vorhanden waren, konnte man auf die älteren Maschinen mit Stangenantrieb und auf die meisten Exemplare der Splittergattungen verzichten, sodass die E 21.0 1965 abgestellt und am 2. August 1966 ausgemustert werden konnten. Sie wurden 1967 zerlegt.